# National Huntlöpning
National Huntlöpning är en inriktning inom galoppsport, där hästar hoppar över staket och diken. 

## Bakgrund
National Huntlöpning är informellt känd som "hinderlöpning" och är uppdelad i två stora distinkta grenar: häcklöpningar och steeplechases. I ett häcklöpning hoppar hästarna över hinder som kallas hurdles. I en steeplechase hoppar hästarna över en mängd olika hinder som kan inkludera vanliga häckar, vattengrav eller ett jordvall. I Storbritannien anses årets största evenemang i National Hunt-racing i allmänhet vara Grand National och Cheltenham Gold Cup.
Större delen av säsongen äger rum på vintern när den mjuka marken gör hoppningen mindre farlig. Hästarna är mycket billigare, då majoriteten är valacker och saknar avelsvärde. Detta gör sporten mer populär då hästarna vanligtvis inte går i pension i så ung ålder och därmed blir bekanta för tävlingspubliken under ett antal säsonger.
National Huntlöpningar är mest populärt i Storbritannien, Irland och Frankrike. I Irland får sporten mycket fler besökare än så kallad "flatracing", medan den i England, Wales och Skottland är mer balanserad.
Det första registrerade National Hunt-löpet sägs traditionellt ha ägt rum mellan städerna Buttevant och Doneraile i norra County Cork 1752. Loppets sträcka var 4,5 miles (7,24 km) . Start och mål markerades av kyrktornet i varje stad, därav termen "steeplechase". 
Point-to-point-löp är steeplechaselöp för amatörer som normalt rids på jordbruksmark. De är mycket populära på bland annat Irland och Storbritanniens landsbygd idag.